# Meticilina
A meticilina é um antibiótico betalactâmico de pequeno espectro pertencente ao grupo das penicilinas. Foi desenvolvida pela empresa farmacêutica Beecham  e já foi usada no tratamento de infecções causadas por bactérias Gram-positivas suscetíveis, em particular, organismos produtores de beta-lactamase como Staphylococcus aureus que seriam resistentes à maioria das penicilinas, mas não é mais usada clinicamente. Seu papel na antibioticoterapia foi, em boa parte, substituído pela flucloxacilina e pela dicloxacilina, embora o termo Staphylococcus aureus resistente à meticilina continue a ser usado para descrever cepas de Staphylococcus aureus resistentes a todas as penicilinas. A meticilina não é mais fabricada porque penicilinas similares mais estáveis são utilizadas clinicamente.